# Valla gård, Ösmo socken

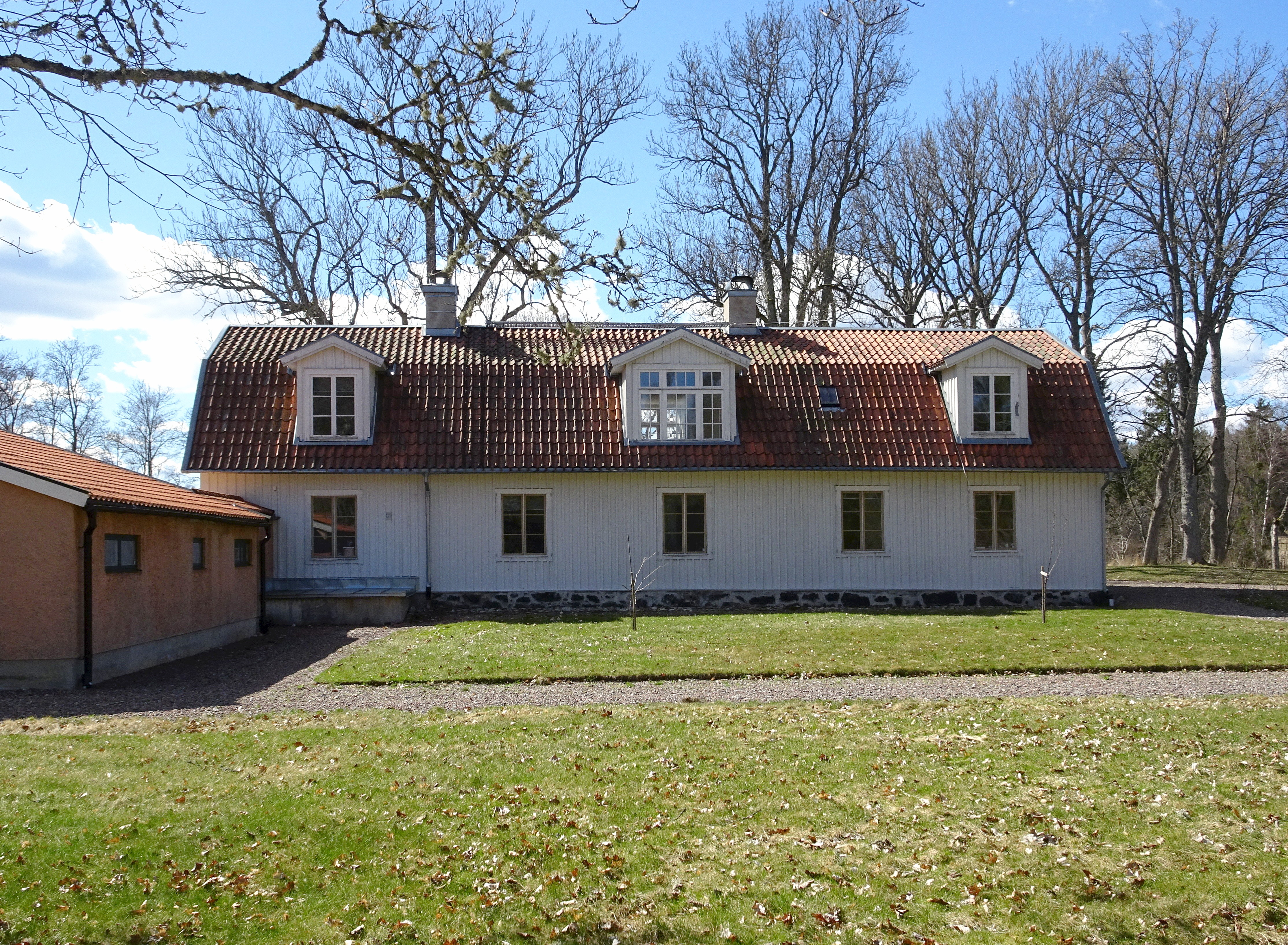
Vallas huvudbyggnad i april 2018.

Valla är en herrgård strax öster om Ösmo i Ösmo socken, Nynäshamns kommun, Stockholms län. Gårdsbebyggelsen ligger vid den gamla, numera avstängda landsvägen (dagens Vallavägen) som sträckte sig från dåvarande Nynäsvägen till Lunds herrgård.

## Historik

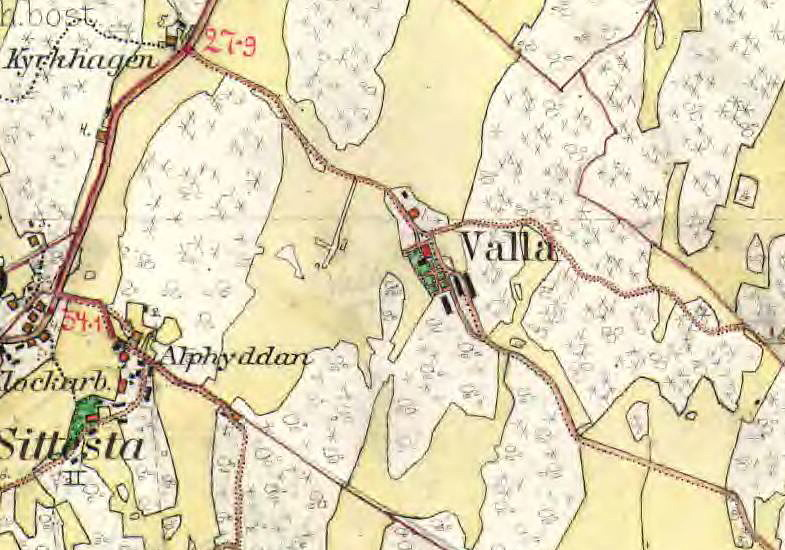
Valla på Häradsekonomiska kartan 1905.

Valla omnämns redan 1281 som ”Wallum” och 1331 som ”in Waldum”. År 1383 talas det om en ”Lauerius i Valla” och 1385 om en ”Niclis i Walla”. Trakten var bebodd redan under forntiden som flera gravfält, stensättningar och boplatser kan vittna om. 
På 1600-talet reducerades Valla under Häringe och tillhörde 1772 löjtnant J.F. Savary.
Då anlades vägen mot Lunds gård (nuvarande Vallavägen). En minnesinskription vid vägen påminner fortfarande om det. Skriften finns på en lodrät klippvägg och visar ett ”G” under en krona och årtalet 1771 samt texten ”ODL I:F: SAVARIJ”. Ristningen är ett fornminne med RAÄ-nummer Ösmo 423:1.
Efter Savay hade Valla fem olika ägare innan det förvärvades 1816 av hovslagar-åldermannen Erik Sandberg. På 1800-talets mitt var ägaren änkefrun Catharina Sandberg. På 1870-talet omfattade egendomen 1¼ mantal och hade ett gästgiveri med skjutsstation. Från Valla skjutsades till bland annat Tottnäs (Ösmo socken), Norrga (Grödinge socken) och Forss (Västerhaninge socken).
Kring sekelskiftet 1900 förvärvades Valla och granngården Lund av direktör Gustaf Adolf Wicander (1863–1947). Han var son till August Wicander (grundare av Wicanders korkfabrik) och gift med Agnes, född Mesterton (1858–1917). På Häradsekonomiska kartan från samma tid framgår gårdens väl samlade bebyggelse med huvudbyggnad och fruktträdgård samt ekonomibyggnader åt söder. Norr om corps de logi fanns ett bostadshus. 
Idag återstår av bebyggelsen själva huvudbyggnaden, som är ett vitmålat, panelat trähus i en våning under ett brutet sadeltak. Även det rödmålade bostadshuset norr om gården är bevarat. Av ekonomibyggnaderna återstår enbart ruinen efter en större jordkällare.

## Bilder

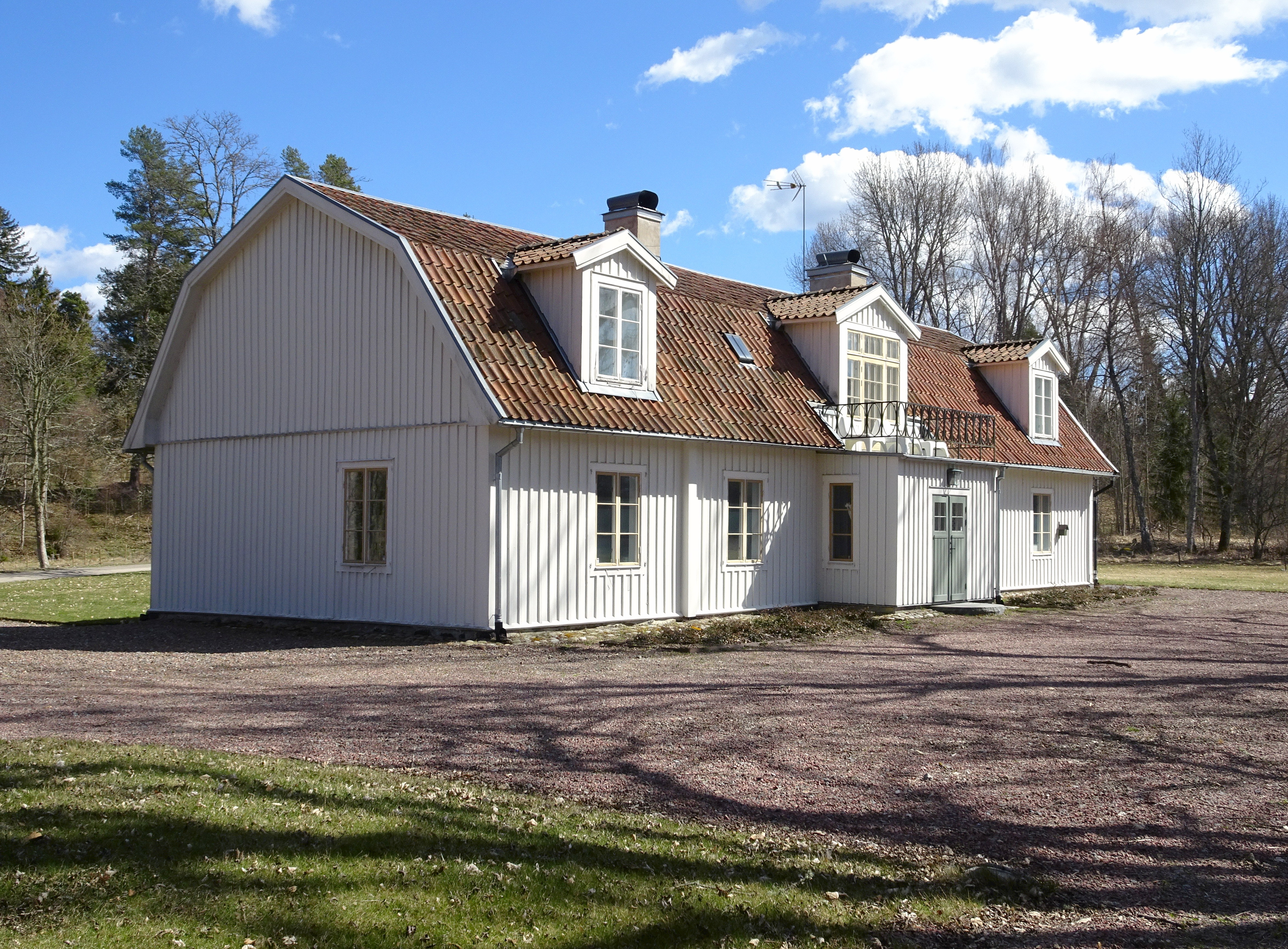
Huvudbyggnad
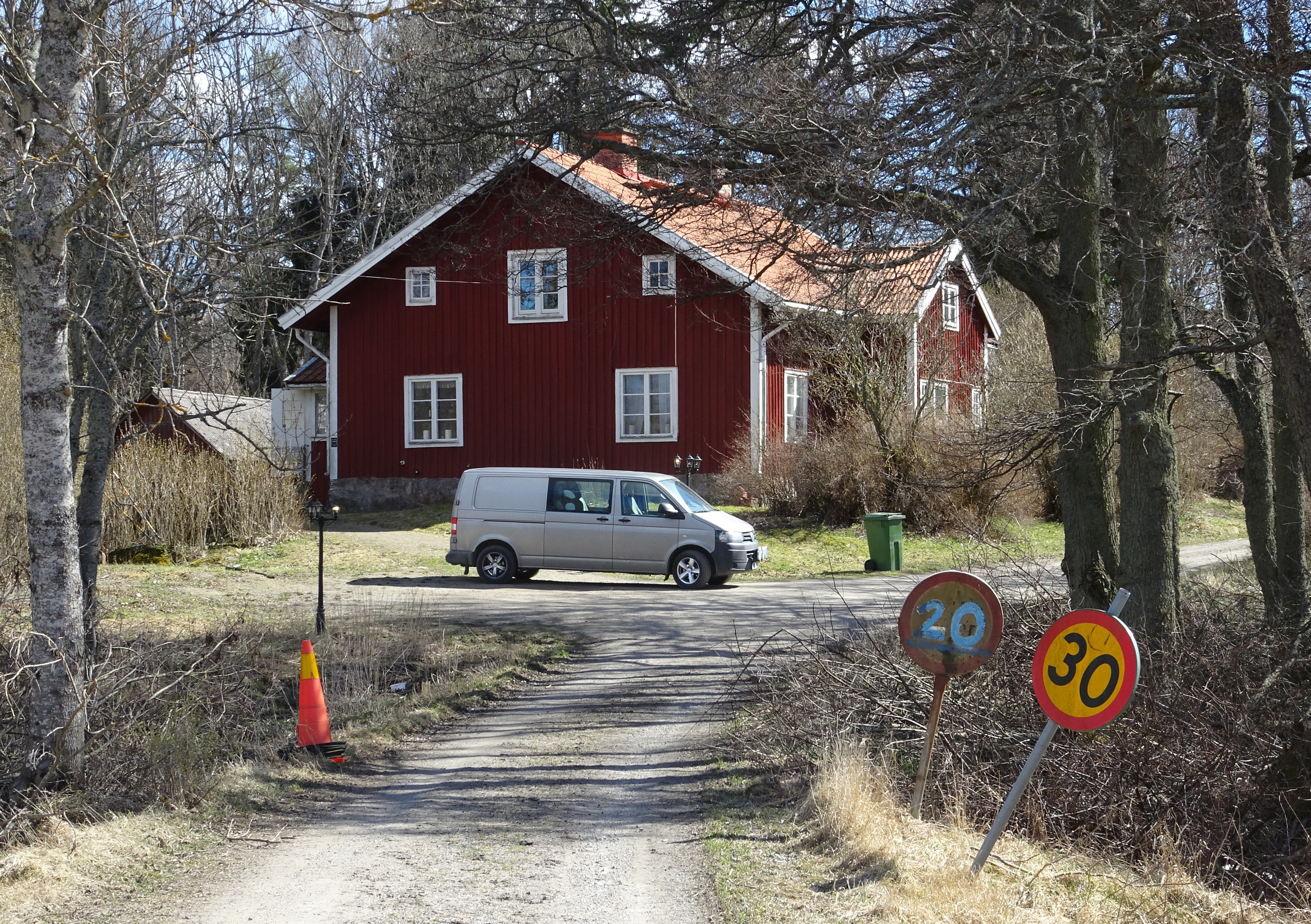
Bostadshuset
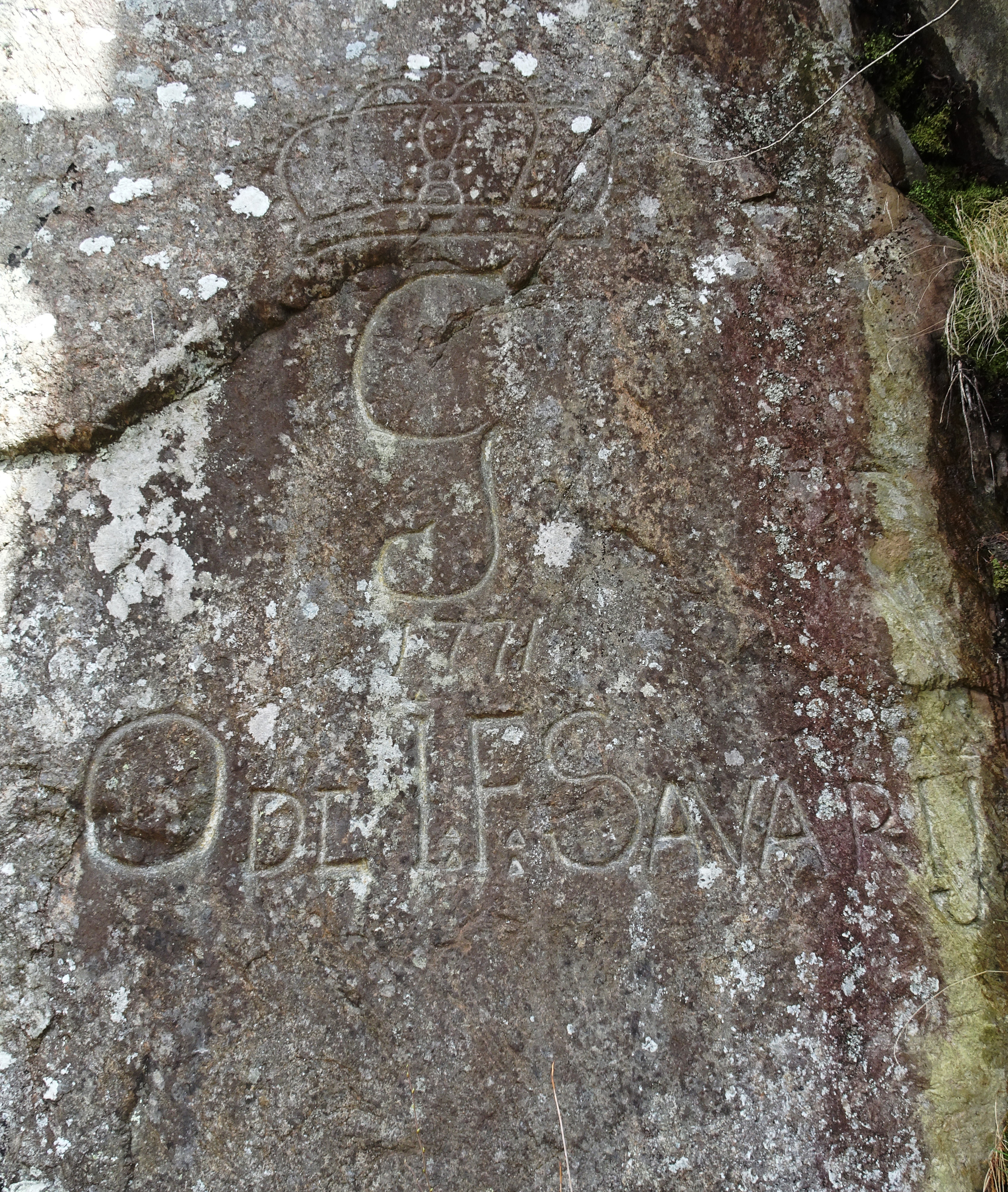
Minnesmärke vid Vallavägen
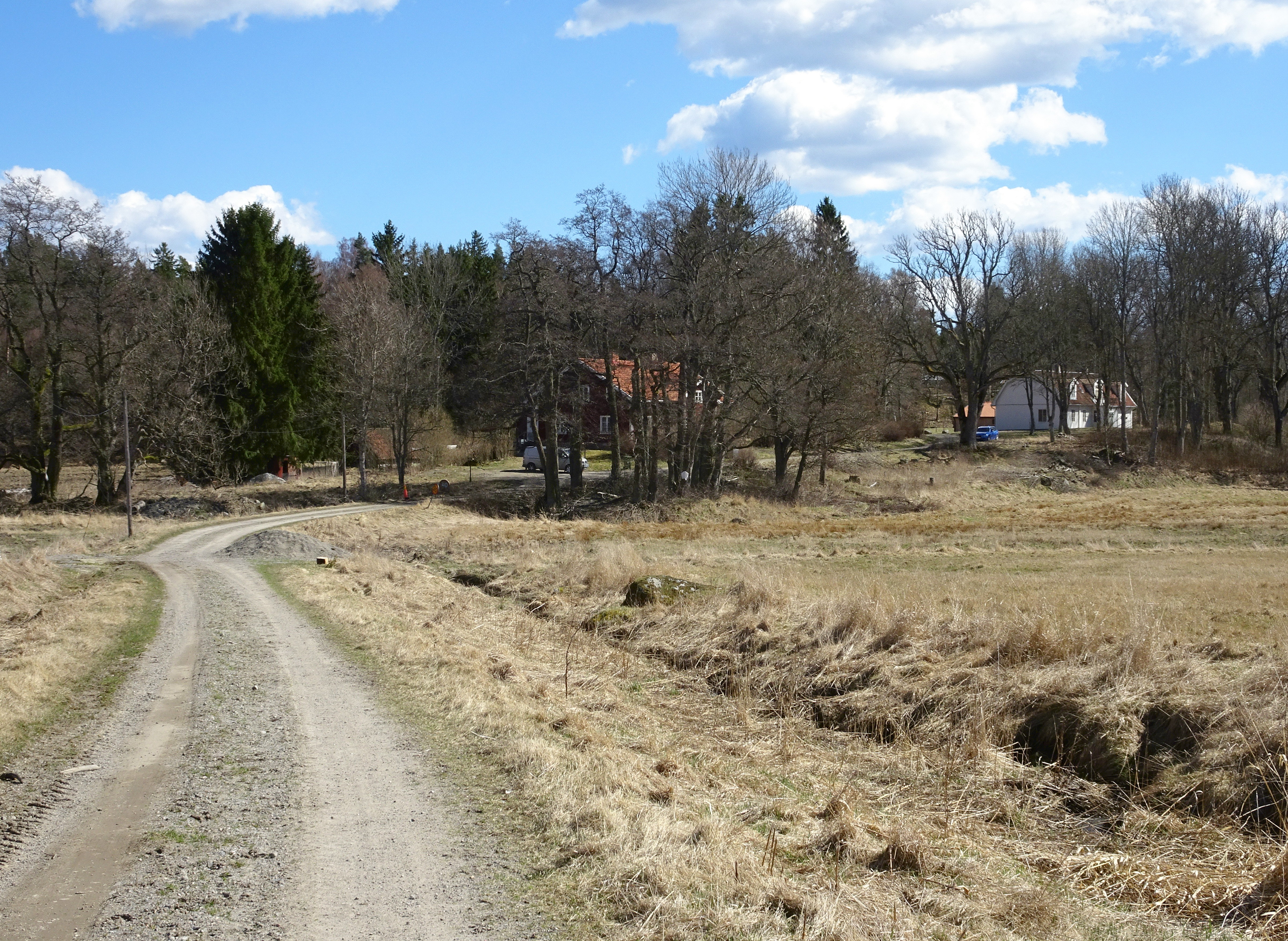
Gamla landsvägen med Valla i bakgrunden
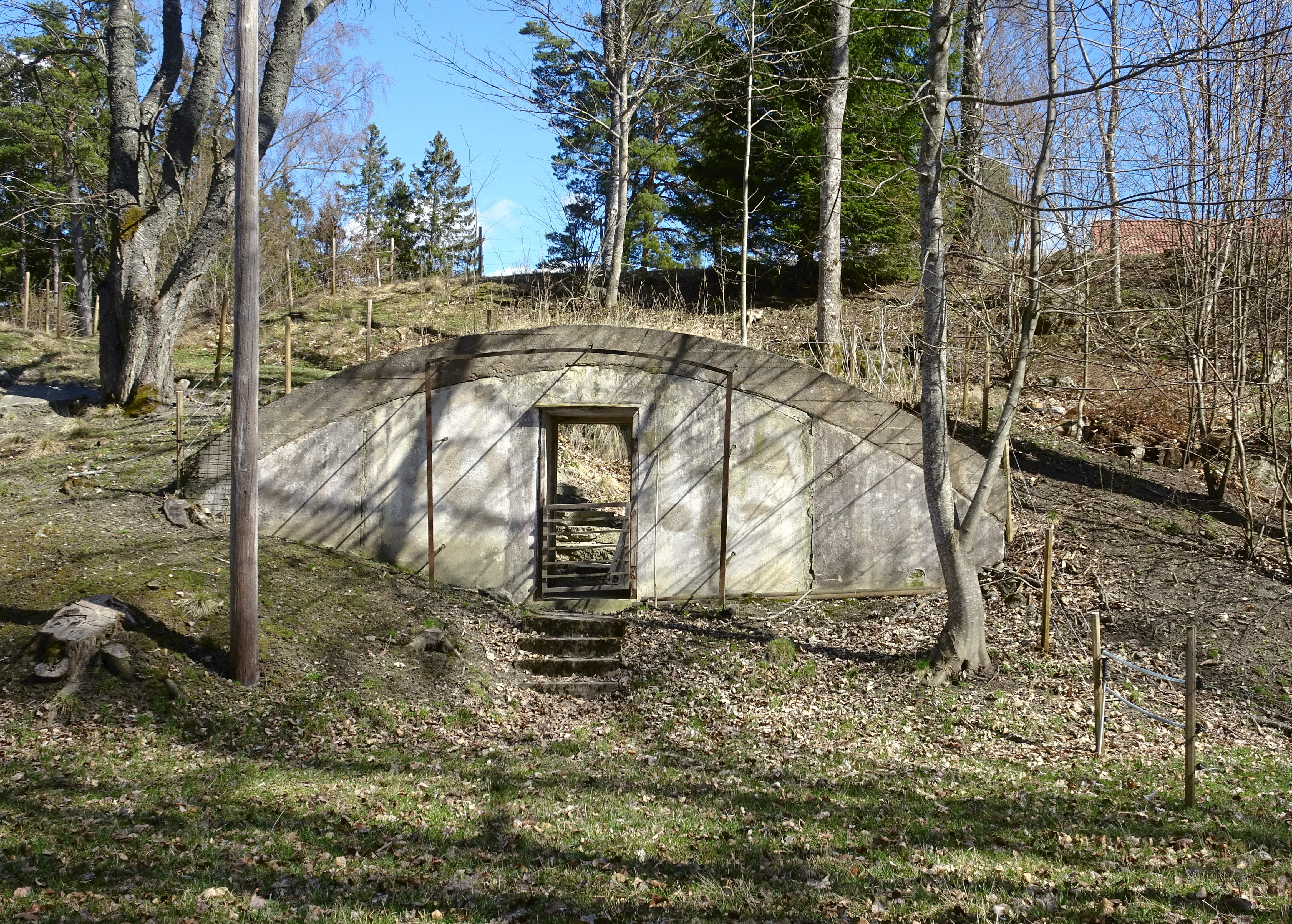
Ruinen efter jordkällaren